# (966) Muschi
(966) Muschi – planetoida z pasa głównego asteroid okrążająca Słońce w ciągu 4 lat i 179 dni w średniej odległości 2,72 au. Została odkryta 9 listopada 1921 roku w Hamburg-Bergedorf Observatory w Bergedorfie przez Waltera Baade. Nazwa pochodzi od zdrobnienia Kitty Baade, żony odkrywcy. Przed nadaniem nazwy planetoida nosiła oznaczenie tymczasowe (966) 1921 KU.